# Višnja Ogrizović
Višnja Ogrizović (Zagreb, 9. ožujka 1938. – Zagreb, 24. siječnja 2012.), novinarka, publicistica i prevoditeljica.

## Životopis
Kći je poznatih antifašista Slave i Bogdana Ogrizovića i unuka književnika Milana Ogrizovića. U Zagrebu je pohađala gimnaziju i diplomirala komparativnu književnost i francuski jezik na Filozofskom fakultetu. Bila je polaznica dvogodišnje Novinarske škole Vjesnika i članica Hrvatskog novinarskog društva. Radni je vijek provela u novinarstvu pišući u Vjesniku, ženskim revijama Svijet i Mila, Jutarnjem listu, te u mnogim drugim časopisima i dnevnom tisku. Jedna od rijetkih novinara koji su uspjeli intervjuirati književnicu Agathu Christie[nedostaje izvor] poznatu i po tome da ne daje intervjue. Pisala je o društveno-političkim temama s osobitim naglaskom na položaj žena, djece, kao i na zdravu i tradicijsku prehranu.

## Knjige
Autorica je sljedećih knjiga:
- Specijaliteti naših susjeda, Zagreb, VPA, Zagreb. 1981
- 365 dana u kuhinji, Alfa, Zagreb, 1984.
- Cvijeće, povrće i voće svojom rukom (s Meri Vlaić), Zagreb, Alfa, 1987., 1988. i 1995.
- Jugoslaveni za stolom (narodni specijaliteti), Zagreb, Alfa 1988.
- Kad djeca slave (s Nevenkom Macolić), Zagreb, Školska Knjiga,1988. i 1990.
- Ekspres kuharica, Zagreb, Svijet i Podravka, 1990.
- Blagdani za stolom, Zagreb, Svijet, 1990.
- Pizze i tjestenina, Zagreb, Vjesnik 1990.
- Kolači i slatkiši (svojom rukom), Zagreb, Alfa, 1990.
- Kuharica za zaljubljene (s Anom Horvat ), Zagreb, Centar za informacije i publicitet, 1990.

Prevela je knjige:
- Tragedija u tri čina, Agatha Christie, Zagreb, Globus i Novi Sad, Matica srpska, 1984.
- Ribe:predjela i ukusna glavna jela od slatkovodnih i morskih riba, rakova i mekušaca, Elke Alsen, Ljubljana-Zagreb, Cankarjeva založba, 1988.
- Perad: velika kuharica, Elke Alsen, (s Magdom Weltrusky), Ljubljana-Zagreb, Cankarjeva založba, 1988.
- Tradicionalna židovska kuharica, Zagreb, Nakladni zavod Matice hrvatske, 2001.
- Hladna jela: velika kuharica Christian Teubner i Annette Wolter (s Magdom Weltrusky), Split, Marjan tisak, 2007.
- Dr. Oetker - škola kuhanja: original, Zadar, Forum 2009.,
- Glikemijski indeks / Michael Montignac, Zagreb, Naklada Zadro, 2009.
- Vrijeme svijeta (materijalna civilizacija, ekonomija i kapitalizam od XV. do XVIII. stoljeća) - dio/ Fernand Braudel, Zagreb, August Cesarec, 1992.
- Struktura svakidašnjice (materijalna civilizacija, ekonomija i kapitalizam od XV. do XVIII. stoljeća) - dio/ Fernand Braudel, August Cesarec, 1992.
- Jedem, dakle mršavim, Montignacova metoda/ Michel Montignac, Zagreb, Naklada Zadro, 1995.
- Montignacovi recepti i jelovnici (ili kako do vitkosti, zdravlja i vitalnosti)/ Michel Montignac, Zagreb, Naklada Zadro, 1996.